# Тексас Инструментс
„Тексас Инструментс“, често съкращавано като TI, е компания в Далас, щата Тексас, САЩ за производство на полупроводникови елементи, интегрални схеми, електроника и изделия на тяхна основа.
Texas instruments е четвъртият в света производител на полупроводникови елементи (по обем на производството), отстъпвайки само на Intel, Samsung и Toshiba. Заема 1-во място по производство на микросхеми за мобилни устройства, а също 1-во място по производство на цифрови сигнални процесори (DSP) и аналогови полупроводници. Компанията произвежда също микросхеми за широколентови модеми, компютърна периферия, електронни битови устройства и RFID-чипове. През 2009 г. компанията заема 215-о място в рейтинга на Fortune 1000.
През 2007 г. TI получава наградата Manufacturer of the Year for Global Supply Chain Excellence от списанието World Trade.

## Акционери
Най-големите притежатели на акции от Texas Instruments за 2016 г. са:
- Capital Group Companies – (8,30 %)
- The Vanguard Group– (7,27 %)
- Capital Group Companies – (6,52 %)
- Primecap Management Company – (5,23 %)
- State Street Corporation – (3,81 %)
- MFS Investment Management – (2,97 %)
- BlackRock – (2,89 %)
- Capital Group Companies – (2,62 %)
- JPMorgan Chase – (2,60 %)
- T. Rowe Price – (1,98 %)
- BlackRock – (1,40 %) [7][8].